# Xiao Qiang

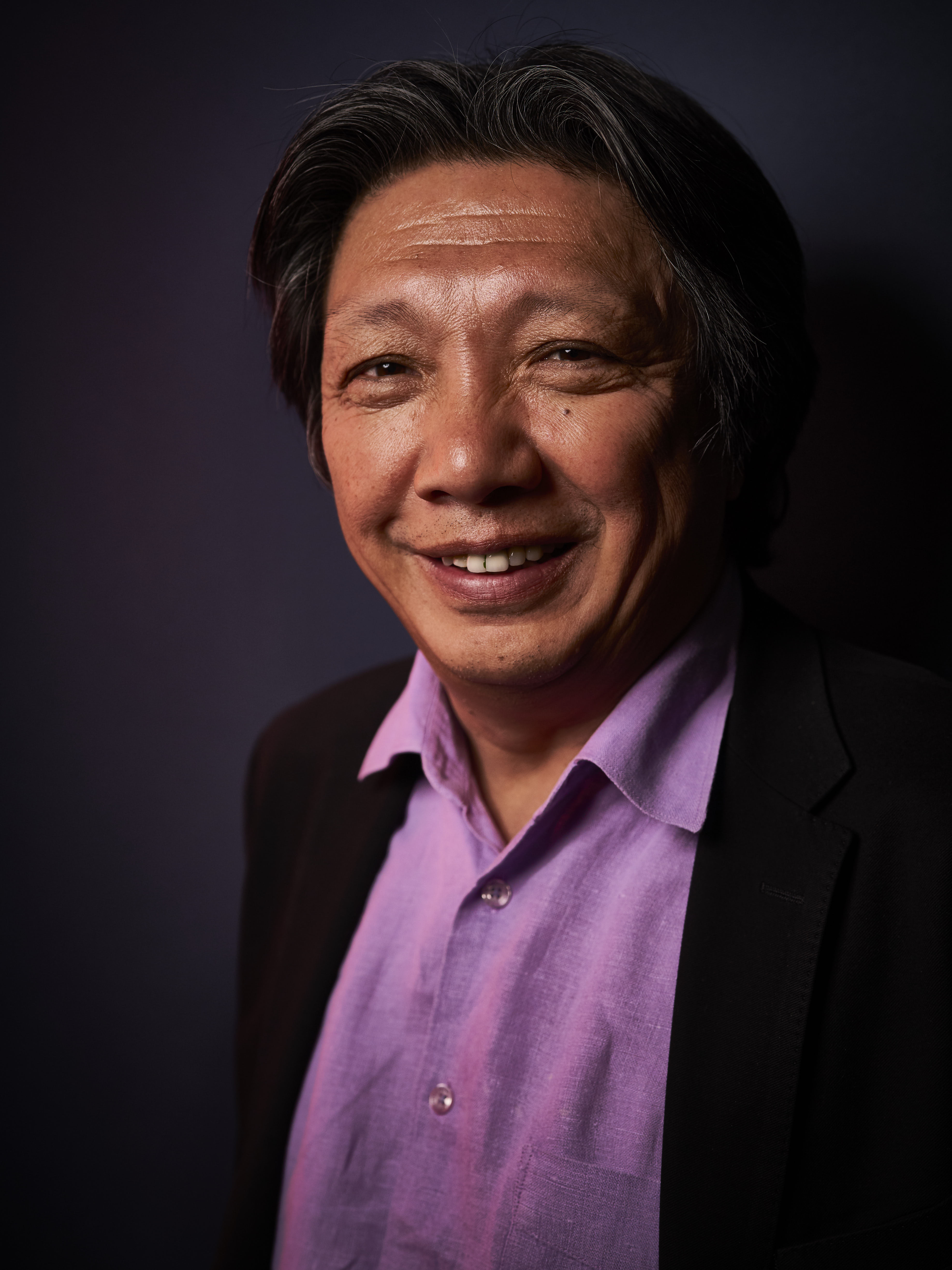
Xiao Qiang (2019)

Xiao Qiang (chinesisch 蕭強 / 萧强, Pinyin Xiāo Qiáng; * etwa 1962) ist ein chinesischer Menschenrechtler. Er ist der Direktor des China Internet Project an der Graduate School of Journalism der University of California, Berkeley.
Xiao studierte Physik an der Chinesischen Universität für Wissenschaft und Technik und nahm danach von 1986 bis 1989 am Astrophysik-Ph.D.-Programm der University of Notre Dame teil. Nach dem Tian’anmen-Massaker 1989 wurde er Menschenrechtler. Von 1991 bis 2002 war er Geschäftsführer der nichtstaatlichen Organisation Human Rights in China, und er ist stellvertretender Vorsitzender des internationalen Organisationsnetzes World Movement for Democracy. Er ist außerdem wöchentlicher Kommentator für Radio Free Asia.
Xiao lehrt derzeit über  China und Menschenrechte, erforscht den Zusammenfluss von Informationen und Kommunikationstechnologien und Chinas sozialen und politischen Wandel, und er führt das Nachrichtenportal China Digital Times im Rahmen des China Internet Project.
Xiao erhielt 2001 die MacArthur Fellowship, und im Frühling 2002 war er Gaststipendiat des Santa Fe Institute.